# Alexisonfire (album)
Alexisonfire è il primo album in studio del gruppo musicale canadese omonimo, pubblicato il 31 ottobre 2002.

## Tracce
1. .44 Caliber Love Letter – 4:31
2. Counterparts and Number Them – 2:18
3. Adelleda – 5:47
4. A Dagger Through the Heart of St. Angeles – 4:12
5. Polaroids of Polar Bears – 5:08
6. Waterwings (and Other Pool Side Fashion Faux Pas) – 2:41
7. Where No One Knows – 3:12
8. The Kennedy Curse – 3:38
9. Jubella – 2:29
10. Little Girls Pointing and Laughing – 4:54
11. Pulmonary Archery – 3:26

## Formazione
- George Pettit – voce
- Dallas Green – voce, chitarra e tastiere
- Wade MacNeil – chitarra e voce
- Chris Steele – basso
- Jesse Ingelevics – batteria e percussioni